# Slivoň vrbová
Slivoň vrbová (Prunus salicina; syn. Prunus triflora nebo Prunus thibetica), česky nazývaná také japonská bluma, je malý listnatý strom původem z východní Asie. Pěstuje se v mnoha kultivarech v ovocných sadech ve Vietnamu, Koreji, Japonsku, Spojených státech a Austrálii, ale též v České republice.
Někdy je zaměňována s meruňkou japonskou, příbuzným druhem pěstovaným také v Číně, Japonsku, Koreji a Vietnamu.
Druhové jméno salicina je odvozeno z latinského slova pro vrbu (Salix).

## Popis
Slivoň vrbová je menší opadavý strom s rozložitou korunou, který dorůstá 9–12 metrů do výšky. Kůra větví a zimní pupeny jsou červenohnědé. Listy mají 1–2 cm dlouhý řapík, jsou obvejčitého tvaru, 6–12 cm dlouhé a 2,5–5 cm široké, se zoubkovanými okraji, na bázi se dvěma nektariovými žlázkami. Květy se tvoří časně na jaře před rozvinutím listů, jsou uspořádány ve svazcích po třech, každý o průměru asi 2 cm, s pěti bílými korunními lístky.
Plodem je žlutá či červená peckovice o průměru 4–7 cm, se žlutorůžovou dužinou. Ke sklizni dozrává v létě.

## Rozšíření
Původní areál výskytu zahrnuje střední a východní Čínu, Vietnam, Tchaj-wan a Přímořský kraj na ruském dálném východě. Vyskytuje se ve dvou variantách: nominátní var. salicina roste v celém areálu ve světlejších lesích a lesních okrajích, v křovinách na svazích, v údolích, podél vodních toků či komunikací. Též je pěstována a místy zplaňuje z kultury i mimo svou domovinu. Varieta pubipes se od předchozí liší hustě chlupatými letorosty, řapíky, listovými čepelemi i češulemi a vyskytuje se pouze v horských oblastech centrální Číny.

## Pěstování
V Číně se pěstuje mnoho různých odrůd této slivoně a některých jejích hybridních druhů. Široce se pěstuje také v Japonsku, Koreji a Vietnamu. Kultivary byly výrazně prošlechtěny v Japonsku a odtud se ve druhé polovině 19. století dostaly do Spojených států, kde následné šlechtění přineslo ještě mnohem více kultivarů, obvykle s většími plody. Zde se mu věnoval zejména šlechtitel a pomolog Luther Burbank, který na začátku 20. století křížil tento druh s dalšími druhy slivoní, především s Prunus simonii a některými původními americkými druhy (především Prunus americana). Mnoho z těchto amerických kultivarů bylo později vyvezeno do jiných zemí, včetně zpět do Japonska, místa jejich předků.

Významný kultivar je například „Santa Rosa“, pojmenovaný podle města v Kalifornii. Je to hybrid dvou kultivarů P. salicina a má vysokou koncentraci cukru. Většina čerstvých švestek prodávaných v severoamerických supermarketech jsou právě kultivary slivoně vrbové. Pěstují se ve velkém měřítku i v řadě dalších zemí, například v západní Austrálii. Coby "japonské blumy" jsou v nabídce i českých zahradníků a sadařů. Pro pěstování v ČR jsou vesměs otužilé, ale v chladnějších polohách bývají květy poškozovány zimními a jarními mrazy, lépe se jim daří v teplejších oblastech republiky. 

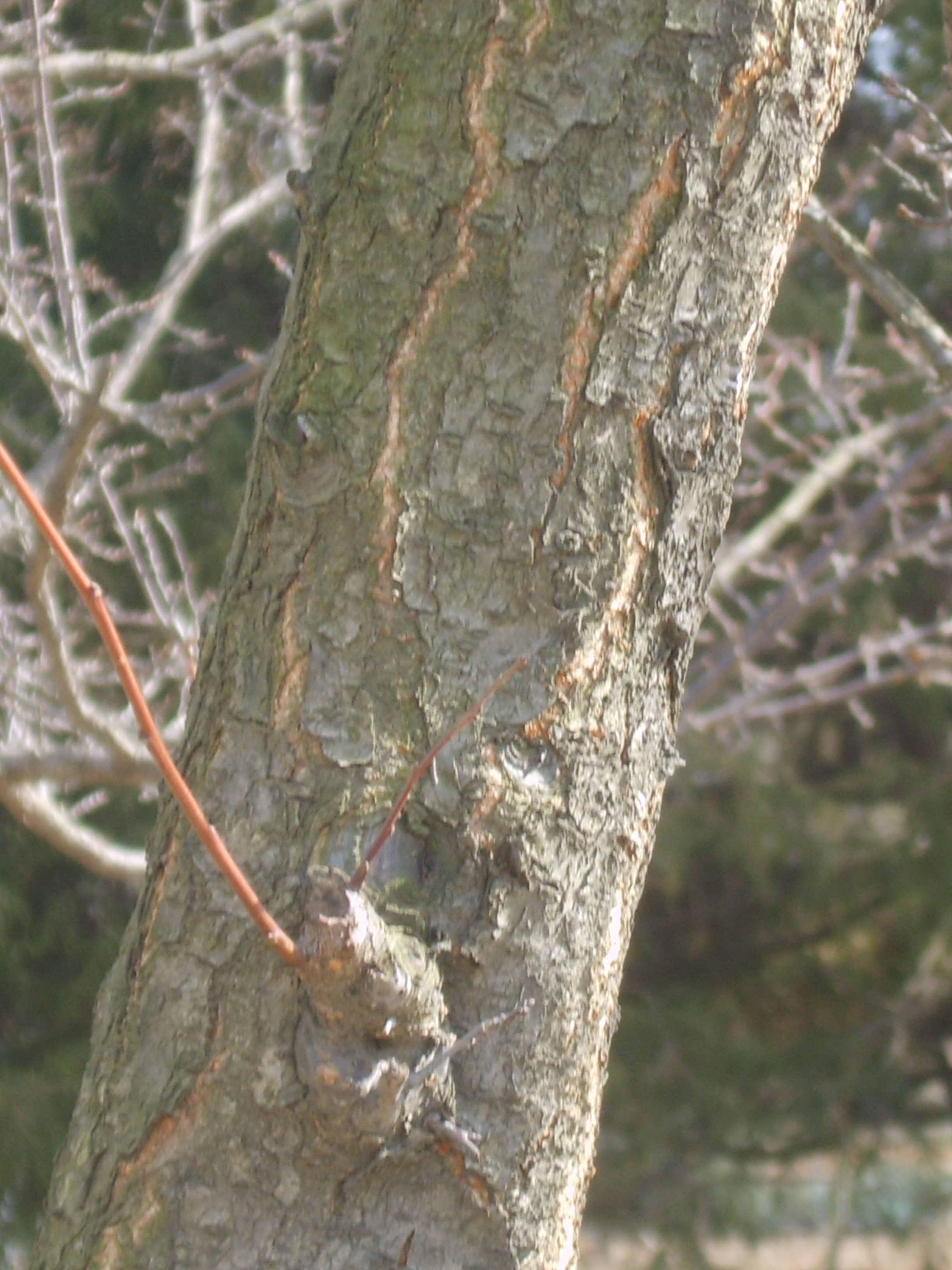
Kůra dospělého stromu
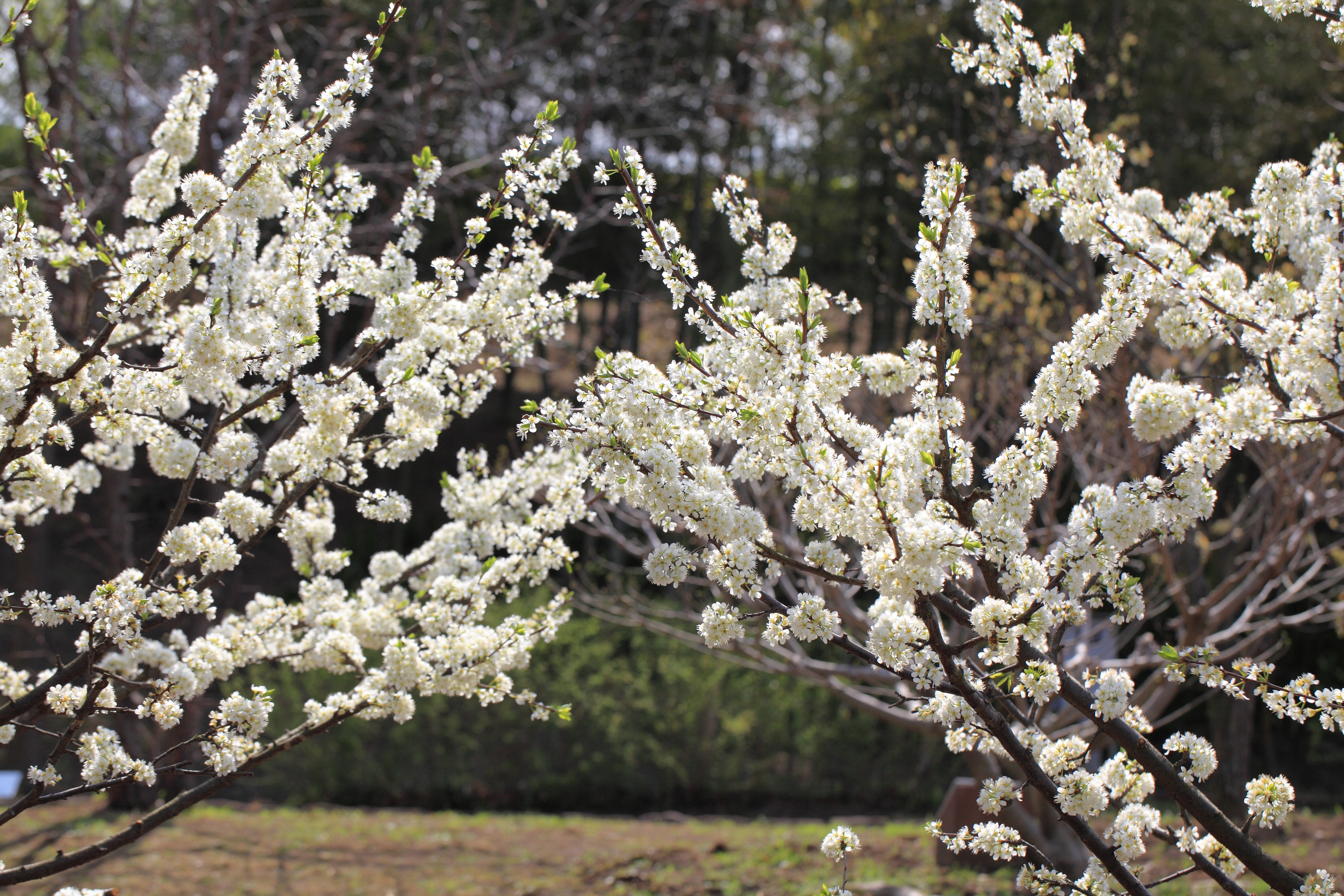
Kvetení
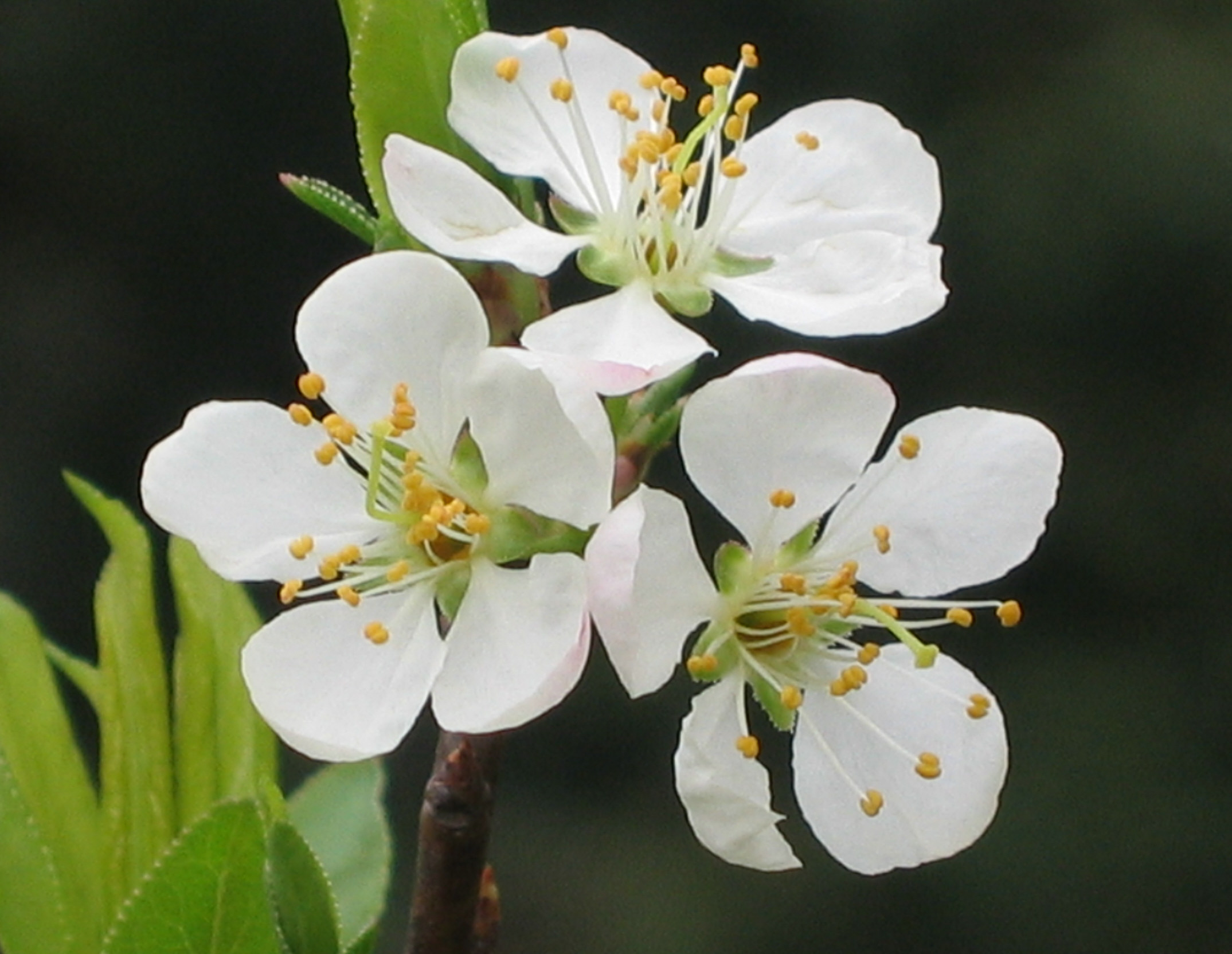
Detail květů
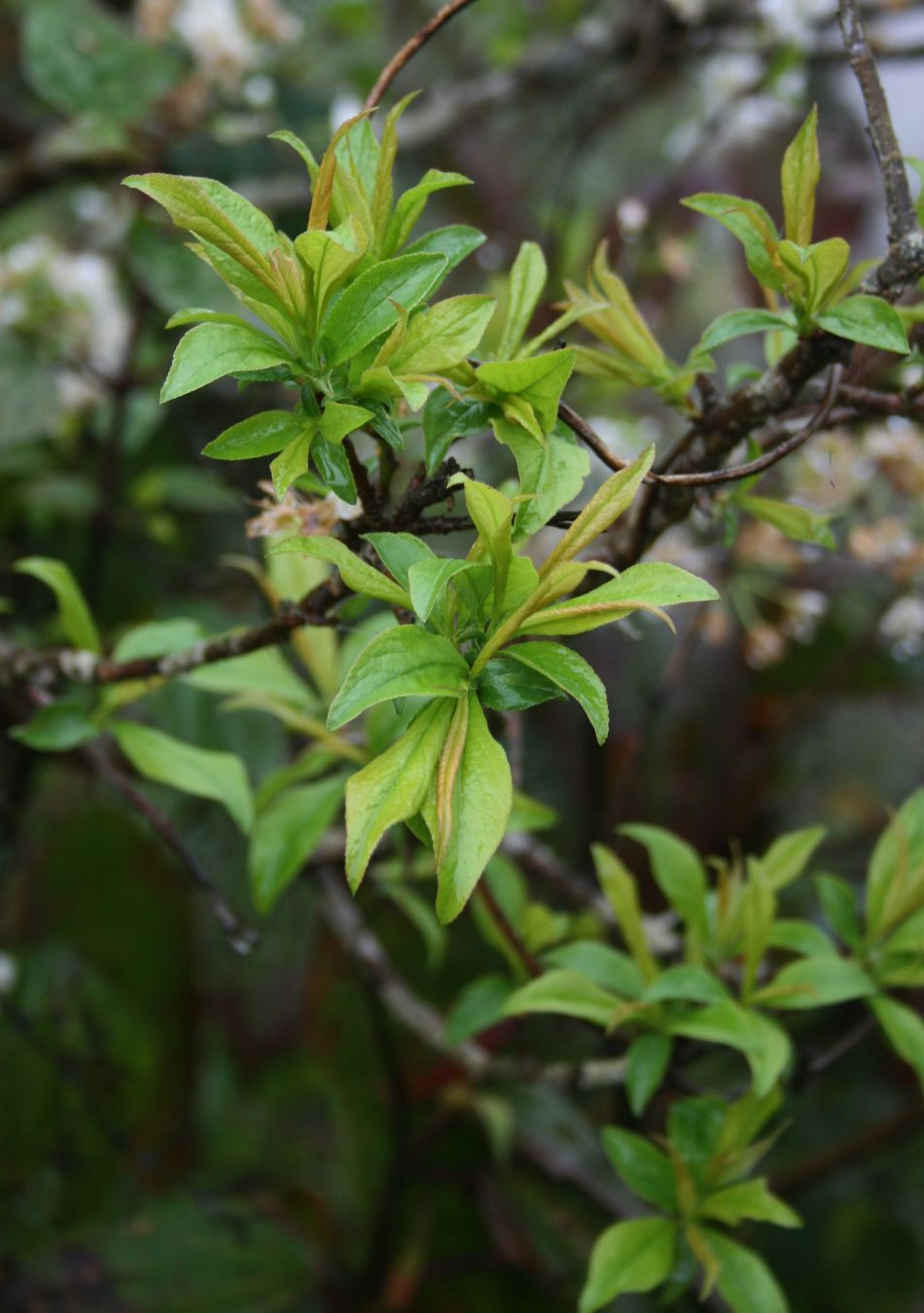
Rašící mladá větev
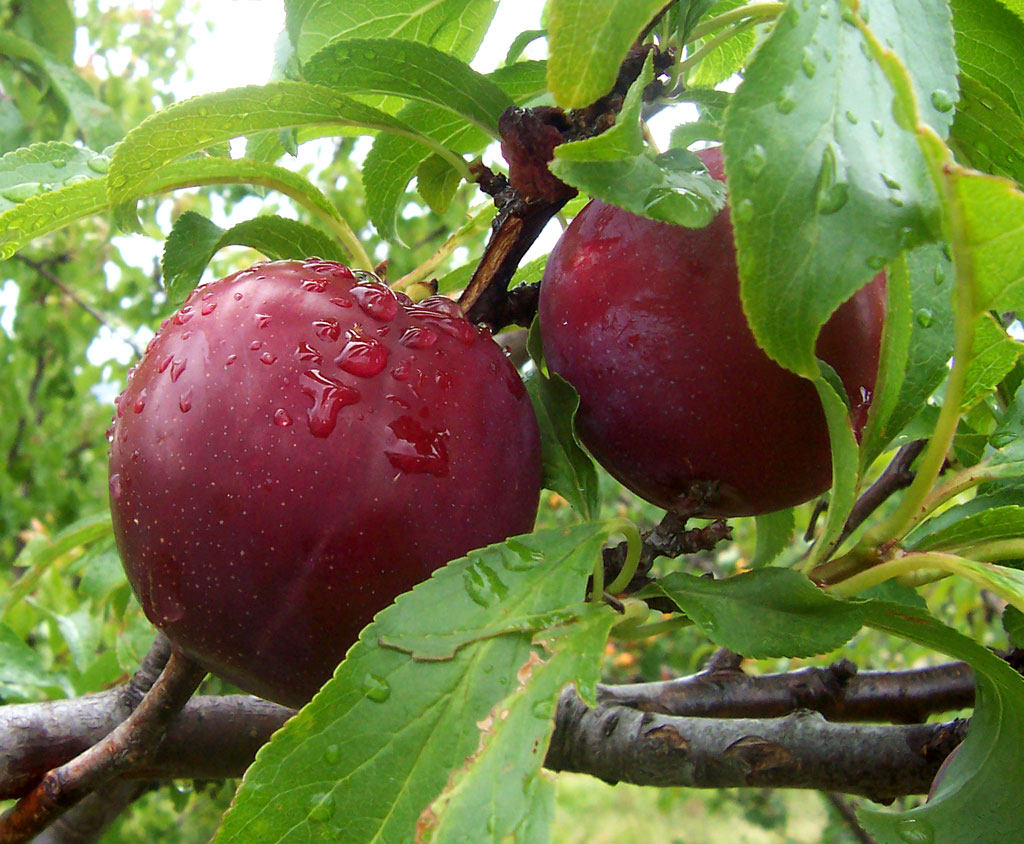
Zralé plody
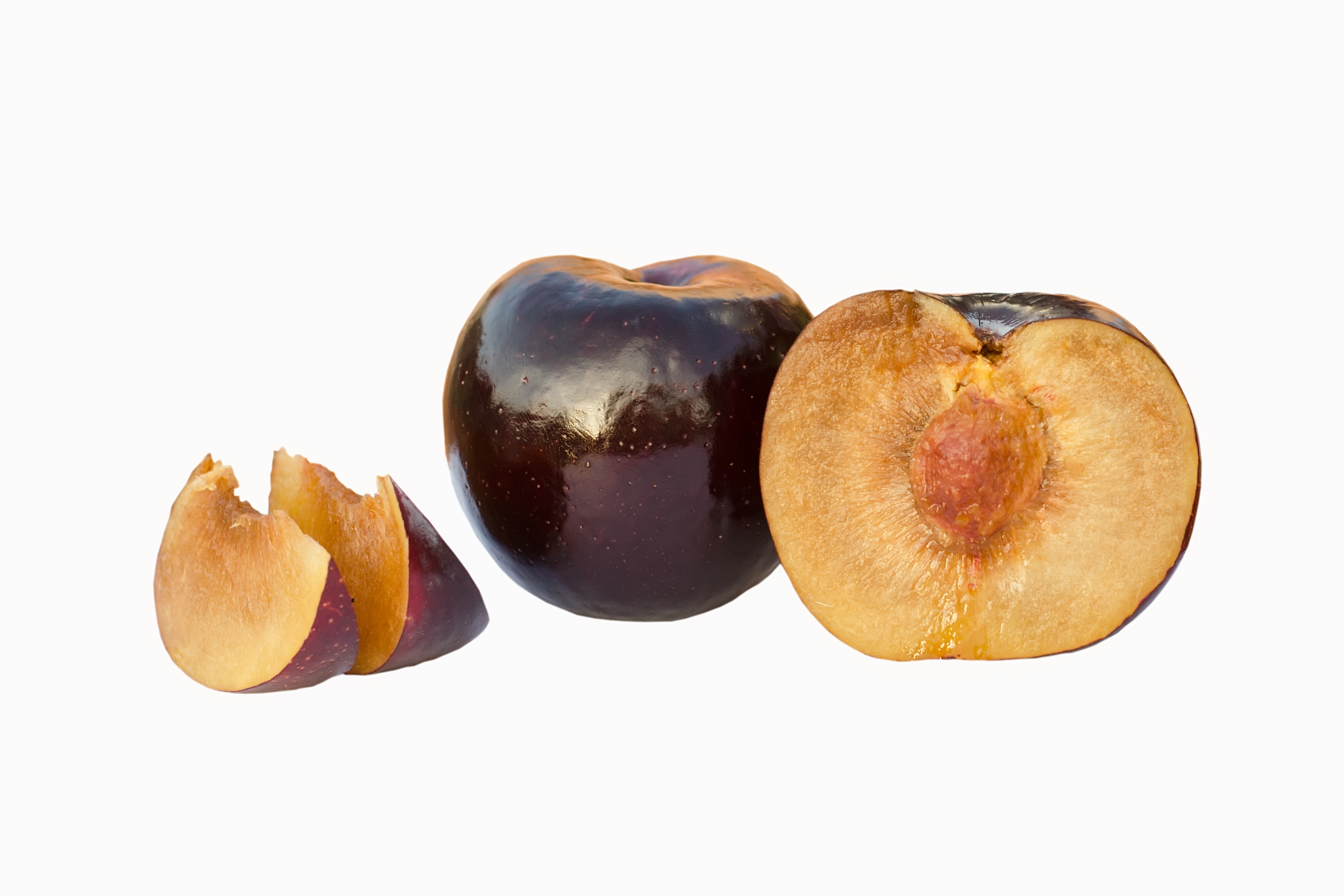
Plody kultivaru 'Black Amber'
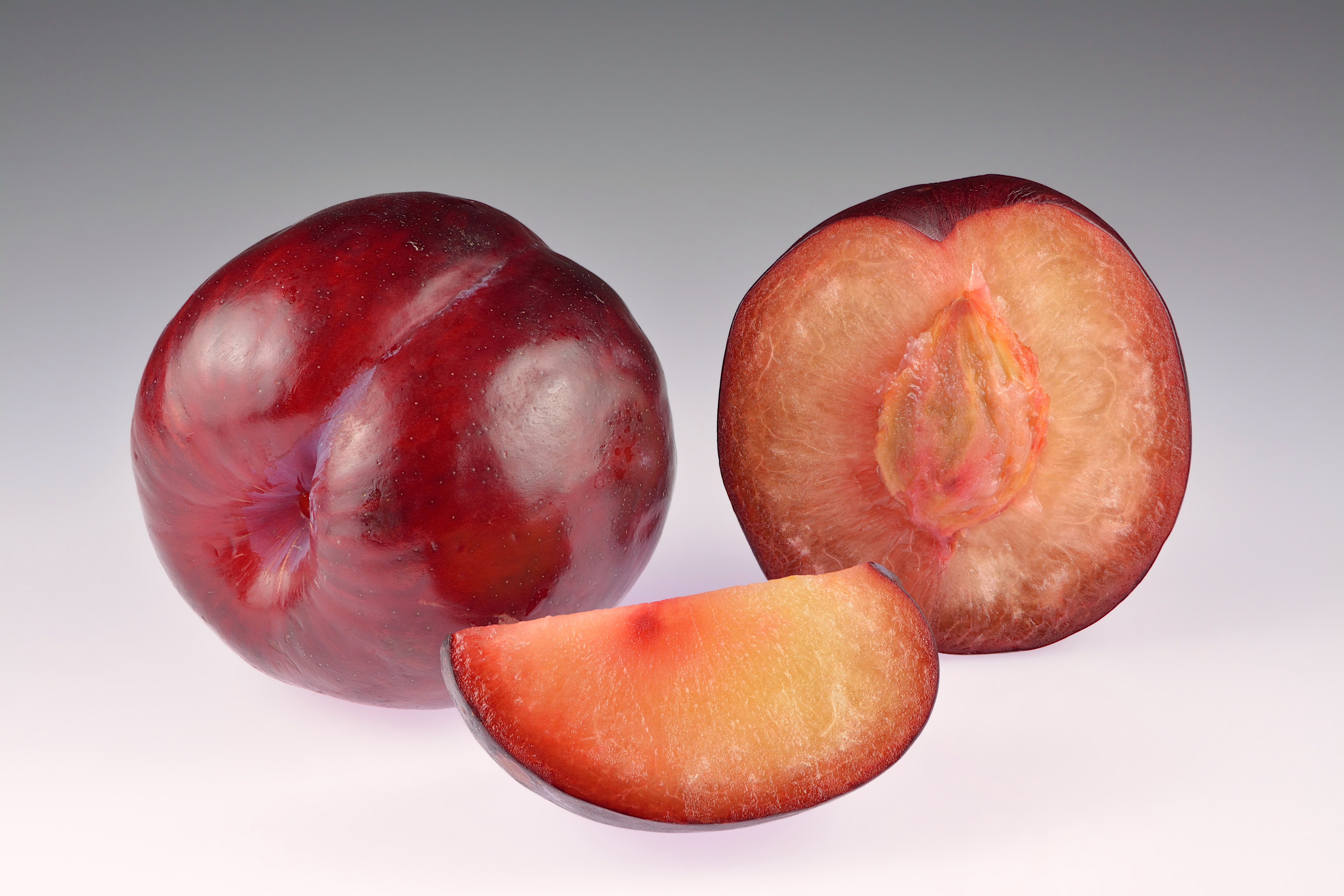
'Africa Rose'

## Použití
Zralé plody se jedí syrové podobně jako jiné slívy a blumy. V Číně se kandované ovoce prodává také konzervované, ochucené cukrem, solí a lékořicí. V Japonsku se používá napůl zralé jako příchuť v likéru zvaném sumomo-šu (すもも酒), v Číně se z něho taktéž vyrábí likér.
Plody se také používají v tradiční čínské medicíně. Japonské blumy kultivaru 'Crimson Globe' lze brát jako zdroj antioxidantů.